# Careta antigàs

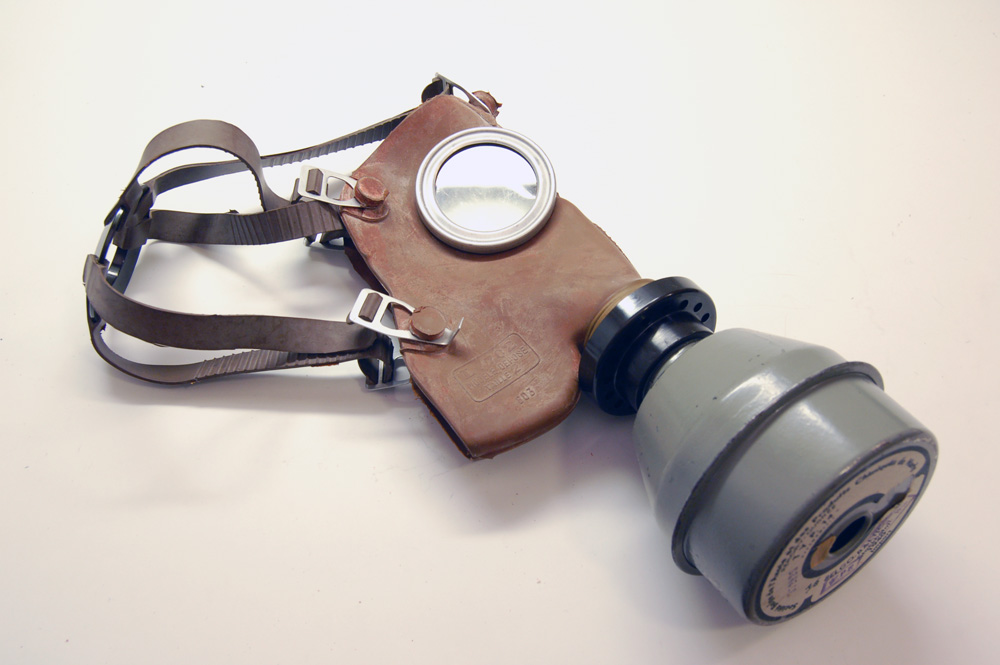
Màscara antigàs belga de la dècada dels anys 30. Model L.702.

Una  màscara antigàs  és un dispositiu d'ús individual, que s'ajusta al cap per protegir de vapors i gasos verinosos.
Consta d'un cos fabricat d'un material plàstic flexible que s'adapta a la cara, unes proteccions plàstiques per als ulls i una vàlvula per expulsar l'aire.
A la màscara se li connecta per mitjà d'una rosca un filtre que és diferent segons siguin els requeriments de protecció. Aquest consta típicament d'un cos cilíndric amb dues obertures, una d'elles amb una rosca que es connecta a la màscara.
L'ús i la quantitat de màscares antigàs va augmentar considerablement al començament de la Primera Guerra Mundial pel fet que durant aquest període va ser quan es van crear i utilitzar experimentalment les armes químiques més letals de la història.

## Funcionament del filtre

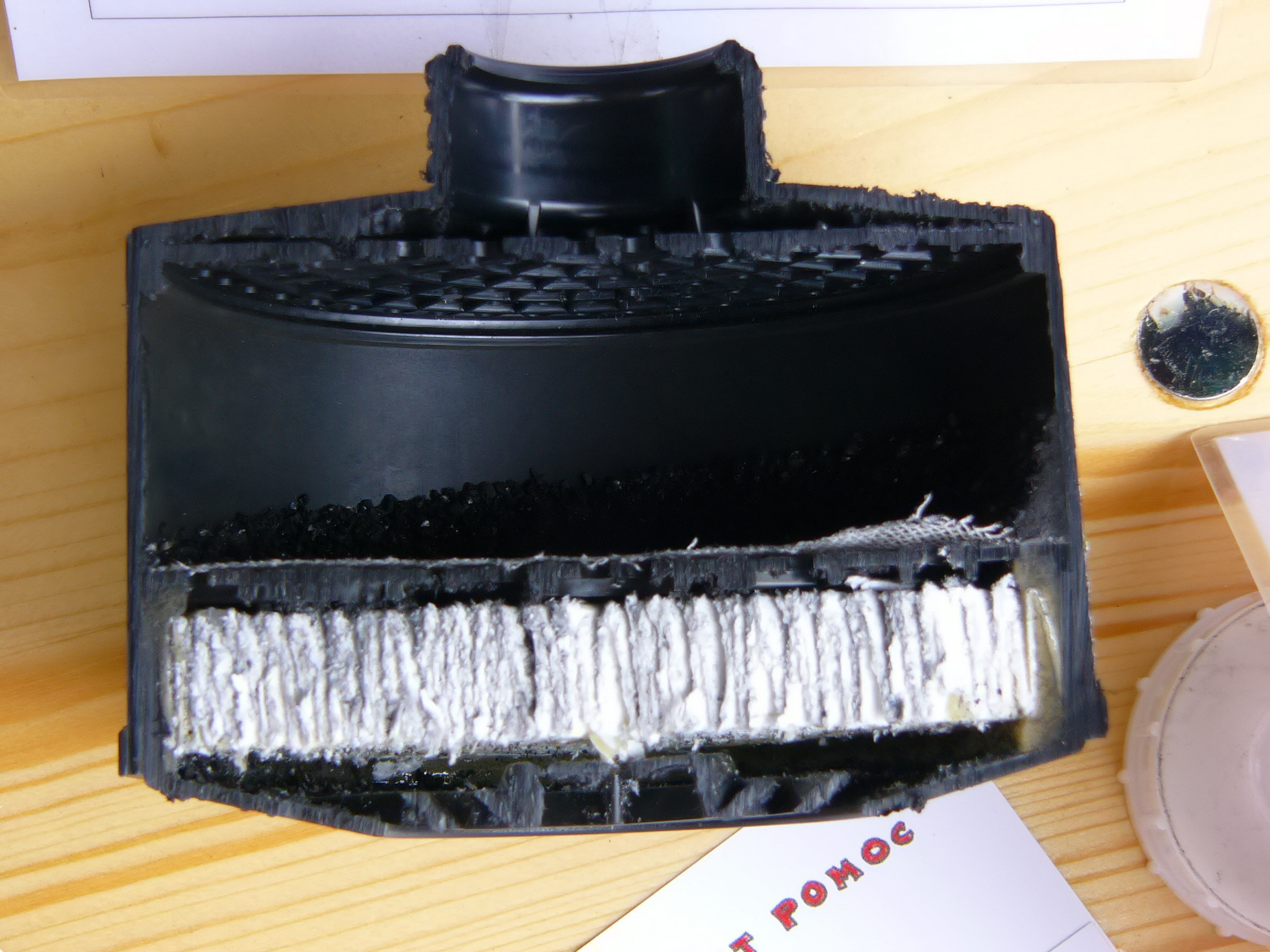
Secció d'un filtre modern.

A l'interior d'aquest cilindre hi ha diferents etapes de filtratge:
1. L'etapa de filtrat físic, en què un disc amb microporositat filtra partícules de mida petita.
2. L'etapa de filtrat químic, en la qual es troba carbó actiu al qual se li sol afegir altres substàncies per fer que alguns gasos tòxics que no són absorbits pel carbó siguin innocus per l'organisme, per exemple, una barreja d'òxid de coure i monòxid de manganès per oxidar el monòxid de carboni (CO) donant lloc a diòxid de carboni (CO₂).
3. L'etapa de filtratge de carbó, el carbó per la seva naturalesa fràgil desprèn partícules d'aquest durant el pas d'aire, per evitar que aquestes partícules siguin introduïdes en l'organisme es disposa d'un filtre semblant a l'inicial que filtra aquestes partícules de carbó i partícules que poguessin haver travessat el filtre inicial.

## Evolució tecnològica en les màscares antigàs

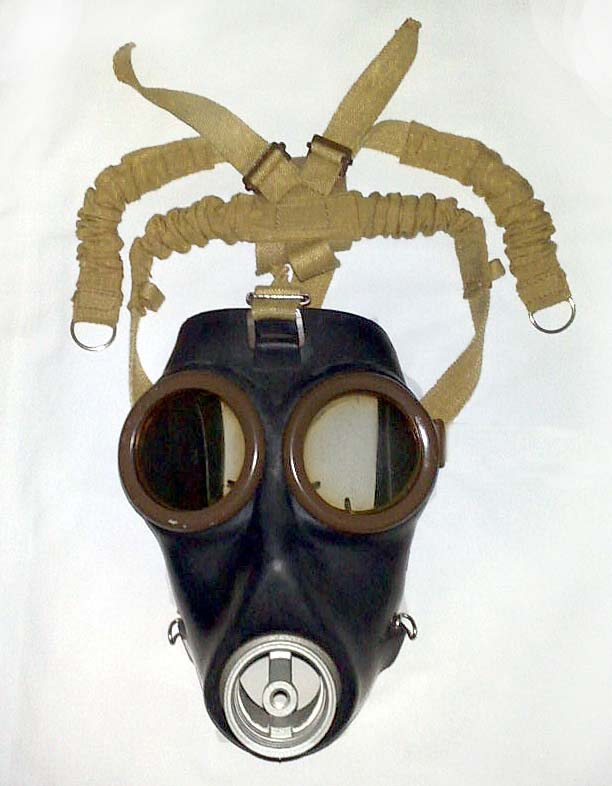
Màscara antigàs italiana de 1937.

Inicialment les màscares es fabricaven partint d'una vulcanització de cautxú natural al qual se li s'acoblava el suport metàl·lic per al filtre, sivelles metàl·liques per a subjectar les corretges, que solien ser de tela o lona, i dues peces oculars de vidre principalment en forma esfèrica.
El vidre en el visor causava entelament i el consegüent entorpiment de la visió, això va ser solucionat mitjançant dues làmines anti-baf d'un material que, tot i transparent, absorbia el vapor d'aigua.
Modernament, el visor sol ser de policarbonat, el cos de silicones i altres polímers plàstics, les corretges de cautxú, silicona i làtex i les peces de connexió amb filtres de polimers plàstics.
Les màscares modernes tenen sistemes per optimitzar la comunicació, la majoria es basen en un diafragma plàstic situat davant de la boca, que vibra en parlar i permet una comunicació millor.
També hi ha màscares antigàs amb un sistema addicional per beure mentre aquesta és usada.
Aquestes màscares són comunament utilitzades amb altres equips de protecció, ja que alguns tòxics no només afecten les vies respiratòries, pot ser usat en conjunt amb un vestit NBQ

## Tipus de màscares

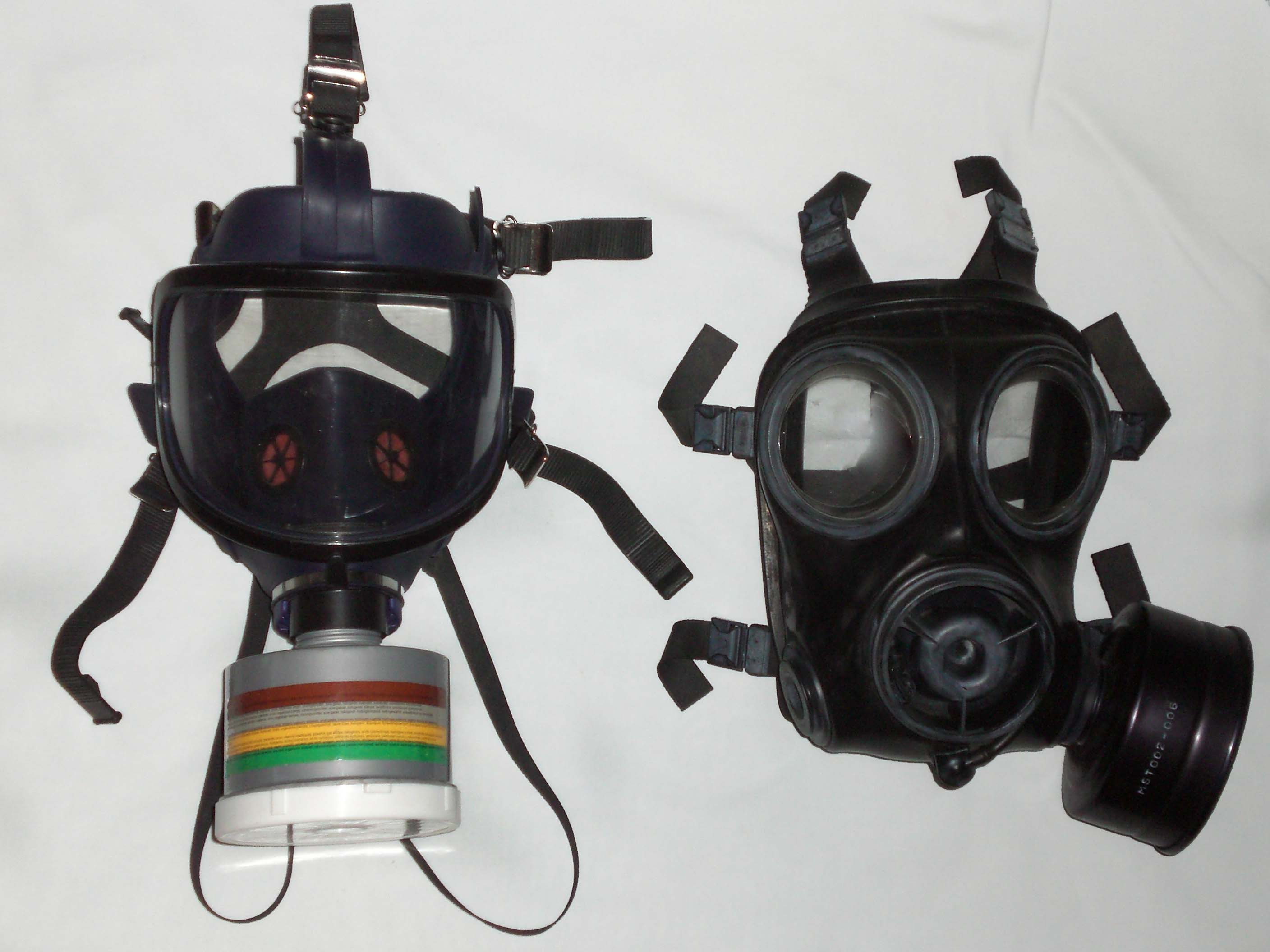
Màscara industrial comparada amb màscara militar.

Es distingeixen principalment dos grups de màscares antigàs:
- Les d'ús militar o civil, per a la protecció davant agents químics i biològics (comunament anomenades armes químiques o de destrucció massiva). Com a exemples d'agents químics el sarín, el soman, el tabun, VX...
- Les d'ús industrial, per a la protecció de gasos, líquids i sòlids nocius per la salut. Com a exemples el clor, amoníac, mercuri, amiant i altres.

Es poden diferenciar les màscares modernes d'ús industrial de les d'ús militar per la situació del filtre, si el filtre està situat a un lateral de la màscara això indica que molt probablement aquesta sigui d'ús militar i si per contra té el filtre apuntant cap al front indica el seu ús industrial.
Això s'explica pel motiu que per disparar armes de foc llargues cal apropar la galta al cos de l'arma per a poder apuntar, amb el filtre a un lateral (depèn de si un és dretà o esquerrà) pot alinear l'ull amb la mira del canó, si per contra estigués davant no és possible l'operació.